# Vallisneria
Vallisneria je naziv za rod vodenih biljaka iz familije Hydrocharitaceae. Domaći nazivi ovog roda su valisnerija, vodeno žito, trakasta trava. Biljke iz roda Vallisneria rasprostranjene su kosmopolitski, na svim kontinentima osim na Antarktiku. U Srbiji raste Vallisneria spiralis koja nastanjuje ravničarske reke i kanale, a pretpostavlja se da je u naše vode dospela iz slatkovodnih akvarijuma.

### Opis i razmnožavanje
Biljke iz roda Vallisneria imaju duge listove nalik na trake čija dužina i širina variraju od vrste do vrste i od uslova u kojima je biljka rasla. Listovi izrastaju iz rizoma. Valisnerija se razmnožava vegetativno i polno (produkcijom semena). Cvetni pupoljak nalazi se na dugačkoj cvetnoj dršci, dosegne površinu vode gde procveta, a posle oprašivanja tone u vodu.

#### U akvaristici
Valisnerija je odavno poznata u akvarističkom hobiju, spada u biljke lake za održavanje. Osnovni uslovi za rast i razmnožavanje su: čist šljunak (kao podloga) i srednje jako osvetljenje 0,5 w/l, takodje je poznato da procesom fotosinteze oslobađaju velike količine kiseonika, a neke ribe ikrašice rado polažu ikru na njene listove.